# Paris Saint-Germain Handball
Paris Saint-Germain Handball (PSG) is een Franse professionele handbalclub die is opgericht in 1941. De club is gevestigd in Parijs.
PSG speelt in de hoogste klasse van het Franse handbal, de LNH Division 1. Hun thuisbasis voor LNH-wedstrijden is Stade Pierre de Coubertin, met een capaciteit van 3.400 toeschouwers. Voor EHF-wedstrijden speelt de club in Halle Georges Carpentier, die plaats biedt aan 4500 toeschouwers.

## Geschiedenis

### Het begin en de weg naar de eerste titel (1941 - 2012)
De Parijse club werd opgericht in 1941. Aanvankelijk heette het Patriotes d'Asnières voordat het een jaar later Asnières Sports werd. Asnières Sports stond onder leiding van Christian Picard, wiens zoon Gérard Picard die in het seizoen 1975-1976 het voorzitterschap van de club over nam tot 2003. 
In 1987 slaagde het management van de club er in de gemeenteraad van Parijs te overtuigen om Asnières Sports samen te werken en een groot handbalteam te creëren in de hoofdstad. Dit resulteerde in het verhuizen van het team van Hauts-de-Seine naar Parijs en omgedoopt tot en vervolgens Paris-Asnières. De degradatie in 1989 was een harde klap voor het team, maar Paris-Asniéres keerde onmiddellijk terug naar de top. In 1990 na het winnen van de D2-titel. Destijds waren de meest opvallende spelers van de club toekomstige Franse internationals Jackson Richardson en Patrick Cazal.
In 1992 kwam de club onder het beheer van de voetbalclub Paris Saint-Germain, een samenwerkingsverband dat tien jaar heeft geduurd. Dit leidde tot een nieuwe naamsverandering en Parijs-Asnières werd PSG-Asnières. PSG-Asnières eindigde als tweede in de LNH Division 1 tijdens het seizoen 1995-1996 en bereikte vervolgens de finale van de Franse beker in 2001, verloor van Montpellier.
Gedurende die tijd wist PSG-Asnières verschillende internationale spelers aan te trekken, zoals Stéphane Stoecklin, Denis Lathoud, Gaël Monthurel, Nenad Peruničić en Olivier Girault. De laatste vestigde zich in 1999 in Parijs, speelde tot 2008 voor de club en coachte vervolgens het team tot 2011. 
Onder nog een andere naam begon Paris Handball in 2002 met de nieuwe clubeigenaar Louis Nicollin. De club speelde daarna in de EHF Champions League. In 2007 won PSG zijn eerste grote prijs met sterspeler Kévynn Nyokas. Paris Handball boekte een 28-21 overwinning in de finale van de Franse beker tegen Pays d'Aix.
Maar er waren ook moeilijke tijden. Aan het einde van het seizoen 2008-09 degradeerde de club naar de tweede divisie. Paris Handball won het seizoen daarop  de LNH Division 2 en voegde zich weer bij de topclubs. In 2012 vermeed de ploeg ternauwernood degradatie in de laatste speelronde.

### De voortzetting van de club (2012 - heden)

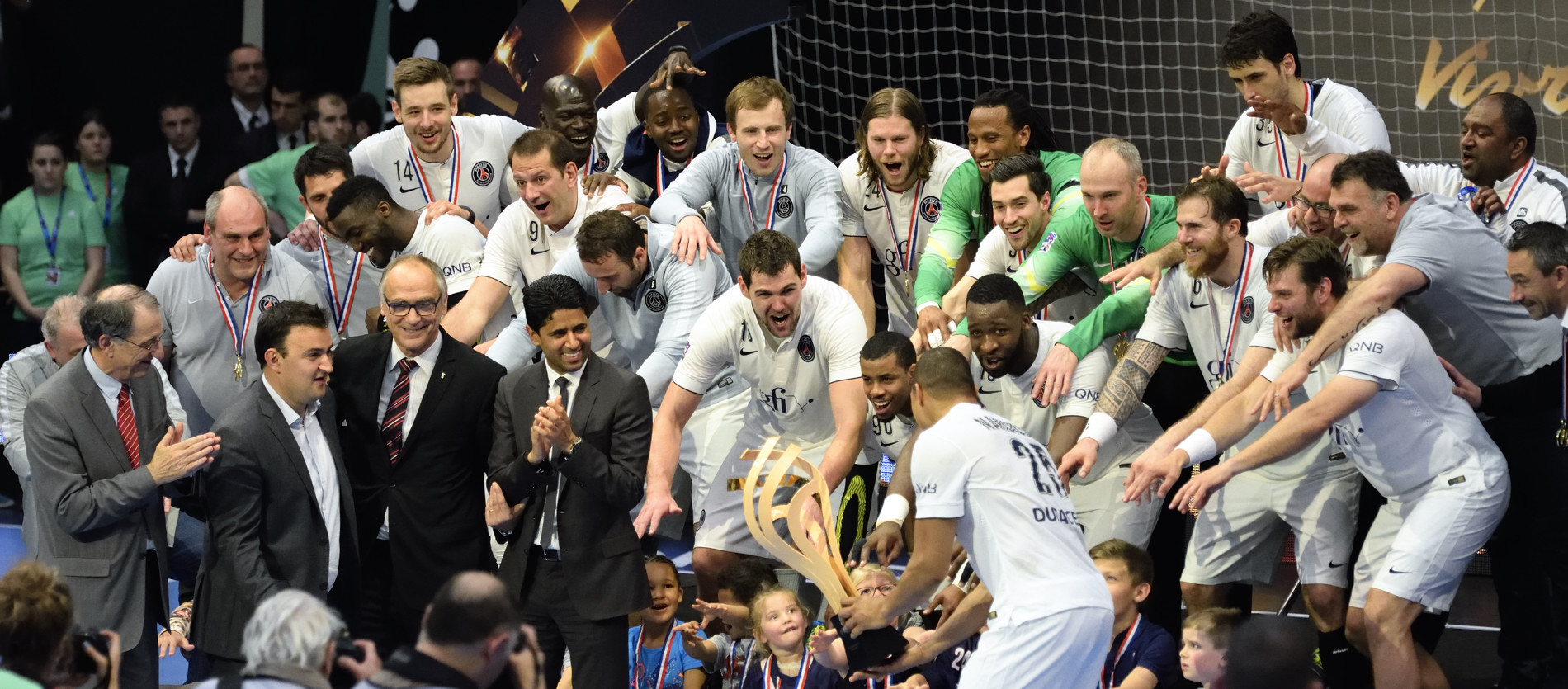
PSG hijst de nationale beker in 2014/15.

Nadat Paris Saint-Germain werd verkocht aan Qatar Sports Investments (QSI), op initiatief van Nasser Al-Khelaifi, werd een nieuw management- en speelteam samengesteld. Jean-Claude Blanc werd benoemd tot General Manager, Philippe Gardent tekende als manager van het eerste team en een groot aantal internationale sterren arriveerde in de Franse hoofdstad, waaronder Didier Dinart, Luc Abalo, Samuel Honrubia, Mikkel Hansen, José Manuel Sierra en Antonio García. 
In het seizoen 2012-2013 claimde PSG hun eerste competitiewedstrijd, wat betekende dat de club een plek bemachtigde in de EHF Champions League. Echter, PSG won de dubbel van Montpellier. 
In het seizoen 2014–15 leidden nieuwe manager Zvonimir Serdarušić en handbal ster Nikola Karabatić PSG naar de overwinning en de club won zijn tweede landstitel na een gevecht om de toppositie tegen Montpellier. PSG pakte de prijs op de laatste dag van het seizoen, na een overwinning op Tremblay. Naast de landstitel won PSG ook de Franse beker en de supercup. Op het Europese podium werd PSG twee keer onderuit gehaald door Veszprém KC in de halve finale van de Champions League.
PSG zette haar winnende wegen in het seizoen 2015-16 voort door een tweede Franse Supercup en een derde landstitel te pakken. Het bekronende moment bereikte echter voor het eerst in de geschiedenis de Champions League Final4 finale te behalen. Onderweg sloeg de club THW Kiel neer in de Sparkassen-Arena, waar de Duitse ploeg al vier jaar ongeslagen was; voor het eerst in de groep; en troefde Kiel af in de play-off om de derde plaats. Bovendien vestigde Mikkel Hansen een nieuw record voor doelpunten in een Champions League-seizoen, met niet minder dan 141 stakingen op zijn naam.
In november 2020 kwam de Nederlandse Luc Steins op huurbasis naar PSG. Dit kwam doordat sterkhouder Nikola Karabatić voor langere tijd geblesseerd was. In maart 2021 werd Steins tot 2024 aan het team gelinkt.

## Resultaten
| 5 D 00 |

| 3 C 00 |

| 3 D 00 |

| 1/2 Pl 00 |

| 7 A 00 |

| 1 Pl 00 |

| 9 00 |

| 7 00 |

| 11 00 |

| 1 00 |

| 6 00 |

| 6 00 |

| 6 00 |

| 5 00 |

| 4 00 |

| 2 00 |

| 4 00 |

| 8 00 |

| 6 00 |

| 4 00 |

| 4 00 |

| 5 00 |

| 4 00 |

| 4 00 |

| 2 00 |

| 3 00 |

| 7 00 |

| 9 00 |

| 13 00 |

| 1 00 |

| 11 00 |

| 12 00 |

| 1 00 |

| 2 00 |

| 1 00 |

| 1 00 |

| 1 00 |

| 1 00 |

| 1 00 |

| 1 00 |

| 1 00 |

| LNH Division 1 | LNH Division 2 |

- 1 + Pl - winnaar play-offs
- 1/2 + Pl - halve finale play-offs

## Erelijst
| Competitie                  | Aantal | Jaren                                                         |
| --------------------------- | ------ | ------------------------------------------------------------- |
| Nationaal                   |        |                                                               |
| Landskampioenschap          | 7x     | 2012/13, 2014/15, 2015/16, 2016/17, 2017/18, 2018/19, 2019/20 |
| Coupe de France             | 4x     | 2006/07, 2013/14, 2014/15, 2017/18                            |
| Coupe de la Ligue Française | 3x     | 2016/17, 2017/18, 2018/19                                     |
| Trophée des champions       | 4x     | 2014, 2015, 2016, 2019                                        |
| Championnat de France 2     | 1x     | 2016/17                                                       |
| LNH Division 2              | 2x     | 1989/90, 2009/10                                              |

## Lijst van trainers
- 1990–1994:  Patrice Canayer
- 1994–1997:  Risto Magdinčev
- 1997–2000:  Nicolas Cochery
- 2000–2003:  Boro Golić
- 2003–2004:  Maxime Spincer
- 2004–2008:  Thierry Anti
- 2008–2011:  Olivier Girault
- 0000–2011:  Maxime Spincer
- 2011–2012:  François Berthier
- 2012–2015:  Philippe Gardent
- 2015–2018:  Zvonimir Serdarušić
- 2008–2011:  Raúl González

## Bekende (ex-)spelers
- Mikkel Hansen
- Didier Dinart
- Nikola Karabatić
- Luc Steins